# Nemanja Milunović
Nemanja Milunović (Kirin Serbia: Немања Милуновић, phát âm [němaɲa mǐlunoʋitɕ, - milǔː-]; sinh 31 tháng 5 năm 1989) là một hậu vệ bóng đá Serbia thi đấu cho Red Star Belgrade ở Giải vô địch bóng đá Serbia.
Milunović ra mắt cho Đội tuyển bóng đá quốc gia Serbia trong trận thắng giao hữu 2-1 trước Síp.

## Thống kê sự nghiệp

### Câu lạc bộ
Tính đến trận đấu diễn ra ngày 23 tháng 5 năm 2019
| Câu lạc bộ          | Mùa giải            | Giải vô địch | Giải vô địch | Cúp  | Cúp       | Châu Âu | Châu Âu   | Khác | Khác      | Tổng | Tổng      |
| Câu lạc bộ          | Mùa giải            | Trận         | Bàn thắng    | Trận | Bàn thắng | Trận    | Bàn thắng | Trận | Bàn thắng | Trận | Bàn thắng |
| ------------------- | ------------------- | ------------ | ------------ | ---- | --------- | ------- | --------- | ---- | --------- | ---- | --------- |
| Borac Čačak         | 2007–08             | 2            | 1            | 0    | 0         | 0       | 0         | 0    | 0         | 2    | 1         |
| Borac Čačak         | 2009–10             | 2            | 0            | 0    | 0         | 0       | 0         | 0    | 0         | 2    | 0         |
| Borac Čačak         | Tổng                | 4            | 1            | 0    | 0         | 0       | 0         | 0    | 0         | 4    | 1         |
| Mladost Lučani      | 2008–09             | 31           | 0            | 0    | 0         | 0       | 0         | 0    | 0         | 31   | 0         |
| Mladost Lučani      | 2010–11             | 26           | 0            | 0    | 0         | 0       | 0         | 0    | 0         | 26   | 0         |
| Mladost Lučani      | 2011–12             | 30           | 6            | 1    | 0         | 0       | 0         | 0    | 0         | 31   | 6         |
| Mladost Lučani      | 2012–13             | 24           | 3            | 1    | 1         | 0       | 0         | 0    | 0         | 25   | 4         |
| Mladost Lučani      | 2013–14             | 27           | 1            | 1    | 0         | 0       | 0         | 0    | 0         | 28   | 1         |
| Mladost Lučani      | 2014–15             | 15           | 2            | 1    | 0         | 0       | 0         | 0    | 0         | 16   | 2         |
| Mladost Lučani      | Tổng                | 153          | 12           | 4    | 1         | 0       | 0         | 0    | 0         | 157  | 13        |
| BATE                | 2015                | 23           | 2            | 5    | 0         | 12      | 1         | 1    | 0         | 41   | 3         |
| BATE                | 2016                | 11           | 2            | 4    | 0         | 0       | 0         | 0    | 0         | 15   | 2         |
| BATE                | 2017                | 20           | 2            | 3    | 0         | 11      | 1         | 1    | 0         | 35   | 3         |
| BATE                | 2018                | 5            | 0            | 3    | 0         | 3       | 0         | 1    | 0         | 12   | 0         |
| BATE                | Tổng                | 59           | 6            | 15   | 0         | 26      | 2         | 3    | 0         | 103  | 8         |
| Red Star            | 2018–19             | 12           | 0            | 4    | 1         | 0       | 0         | 0    | 0         | 16   | 1         |
| Tổng cộng sự nghiệp | Tổng cộng sự nghiệp | 228          | 19           | 23   | 2         | 26      | 2         | 3    | 0         | 280  | 23        |

### Thống kê quốc tế
| Đội tuyển quốc gia Serbia | Đội tuyển quốc gia Serbia | Đội tuyển quốc gia Serbia |
| Năm                       | Trận                      | Bàn thắng                 |
| ------------------------- | ------------------------- | ------------------------- |
| 2016                      | 3                         | 1                         |
| 2019                      | 1                         | 0                         |
| Tổng                      | 4                         | 1                         |

### Bàn thắng quốc tế
Tỉ số và kết quả liệt kê bàn thắng của Serbia trước
| Thứ tự | Ngày                | Địa điểm                                 | Cap | Đối thủ | Tỉ số | Kết quả | Giải đấu |
| ------ | ------------------- | ---------------------------------------- | --- | ------- | ----- | ------- | -------- |
| 1      | 31 tháng 5 năm 2016 | Sân vận động Karađorđe, Novi Sad, Serbia | 2   | Israel  | 2–1   | 3–1     | Giao hữu |

## Danh hiệu
Mladost Lučani
- Serbian First League: 2013–14

FC BATE Borisov
- Giải bóng đá ngoại hạng Belarus (2): 2015, 2016
- Cúp bóng đá Belarus: 2014-15
- Siêu cúp bóng đá Belarus (2): 2015, 2016